# Escalivar

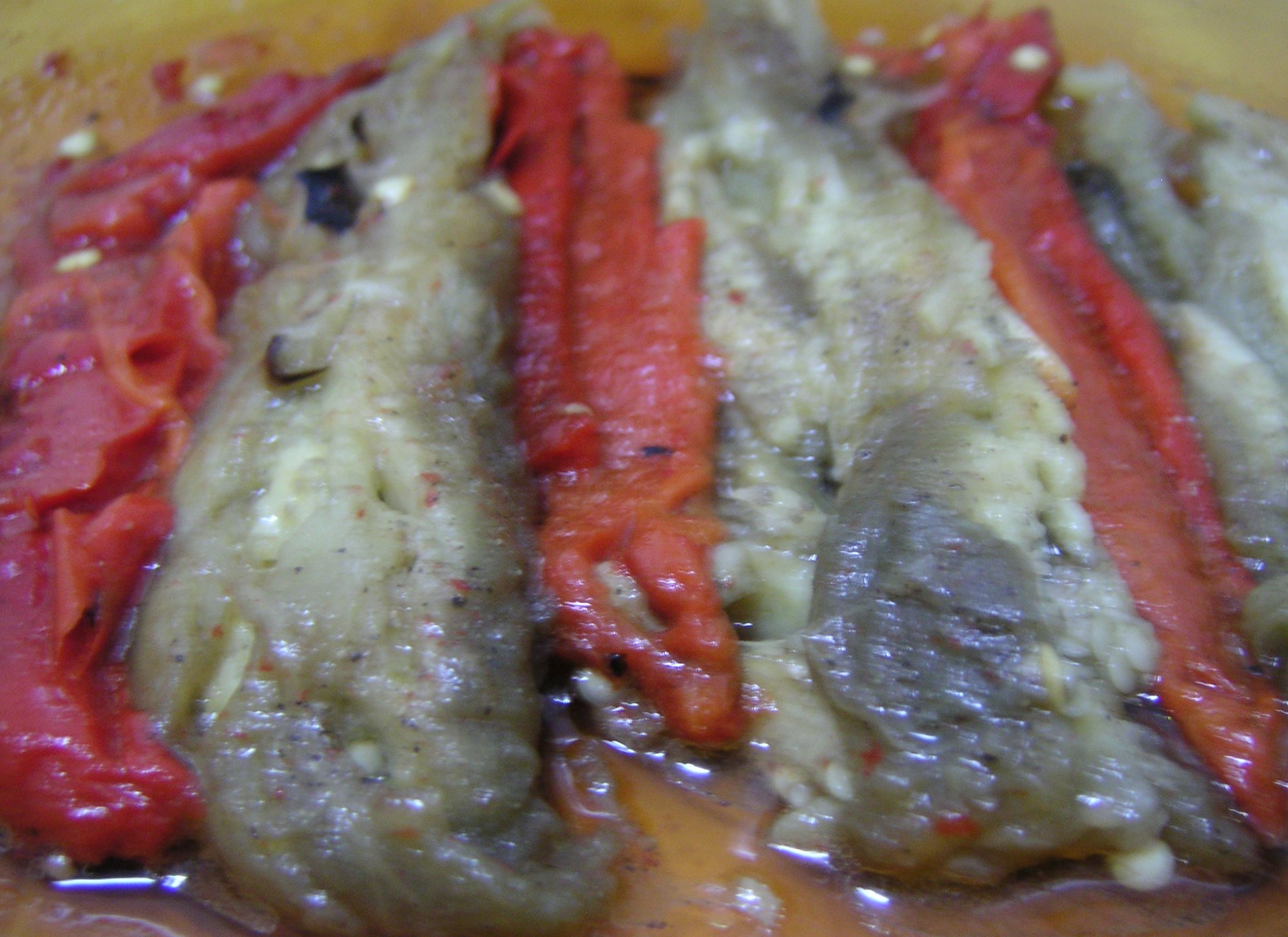
Pebrot i albergínia escalivats, o escalivada

Escalivar és una de les tècniques més antigues de la cuina catalana tradicional. Aquesta tècnica culinària consisteix a rostir hortalisses senceres directament damunt del caliu o les brases vives del foc, pelar-les, i treure'n les llavors, tallar-les a tires i amanir-les. Als Països Catalans, el plat més cèlebre fet amb aquesta tècnica pren precisament el seu nom: escalivada.

## Etimologia
La paraula escalivar ve del mot català caliu, que deriva del llatí calivu.

## Productes que es poden escalivar
Per a alguns, com per exemple, Josep Lladonosa i Giró, escalivar és una tècnica pròpia d'hortalisses, com per exemple pebrot, albergínia, ceba, tomàquet, all, calçot, etc. D'altres fan servir el mot, erròniament segons Lladonosa, per a castanyes, patates, moniatos, carbasses, bacallà, etc.

## Tècnica
Per a escalivar, primer cal rostir els aliments directament damunt del caliu o les brases vives del foc; modernament, de vegades embolicats prèviament amb, per exemple, paper d'alumini; de manera que l'interior s'estova mentre que l'exterior es torra fins a quedar ennegrit. Però la tècnica de l'escalivat no acaba aquí, després cal pelar les hortalisses i treure les llavors dels pebrots, si n'hi ha, tallar cada hortalissa a tires i amanir-les amb oli d'oliva i sal. Per a en Lladonosa i Giró, no és escalivar si es fa en microones o si simplement si se'n couen al forn.
En el cas dels pebrots escalivats, aquests s'emboliquen en paper d'alumini perquè després siguin fàcils de pelar, ja que, en sortir del foc, la humitat interior surt cap a fora i separa la pell de la carn. En altres països de la Mediterrània, en canvi, fan servir la mateixa tècnica que a Catalunya s'usa per a les castanyes i que és igualment eficaç. Consisteix a escalivar-los sense embolicar-los, però fer-ho just després amb un paper de diari o un drap, i esperar uns minuts.
Quant a les albergínies, hom recomana punxar-les amb una agulla de fer mitja pel mig, de dalt a baix. D'aquesta manera, el vapor de l'interior sortirà per aquesta mena de xemeneia i no esclata, a més de facilitar-ne també el posterior pelat.

## Preparacions i plats
Les hortalisses escalivades es poden prendre com a plat per si mateix o bé com a acompanyament de carn o de peix. L'excepció serien els alls, que se solen escalivar per ser utilitzats per a salses.
A més de l'escalivada i preparacions amb aquesta (com la coca de recapte, per exemple), els tomàquets o els alls escalivats s'utilitzen per a diverses salses, com per exemple, la romesco. Els tomàquets escalivats es poden guardar en conserva. Amb aquests tomàquets es pot fer, per exemple, la coca enramada típica de les comarques de Tarragona. El puré d'albergínia es fa amb albergínies escalivades, pelades i trinxades amb una forquilla.

## Cultura popular
En la cultura popular catalana, hi ha diverses locucions, expressions i refranys que fan referència al fet d'escalivar, com per exemple:
- No escalivar-se d'una cosa: no assegurar que no la faran.
- Deixar-se escalivar per una cosa: consentir el que sigui per a obtenir-la.
- Oli d'oliva, tot mal escaliva.
- Castigau-ne un, i n'escalivareu cent i un.
- Gat escalivat, l'aigua tèbia tem.
- Un escalivat val per mil.